# Marie Elisabeth Lüders
Marie-Elisabeth Lüders, född 25 juni 1878 i Berlin, död 23 mars 1966 i Berlin, tysk politiker i DDP och FDP

## Biografi
Marie Elisabeth Lüders studerade som en av de första kvinnorna statsvetenskap vid Humboldtuniversitetet i Berlin. Hon var den första kvinnan som blev doktor vid ett tyskt universitet. Hon var med och grundade DDP. Hon lämnade senare partiet. 
1919-1920 satt hon i nationalförsamlingen och fram till 1930 i riksdagen. Hon engagerade sig framförallt i sociala frågor. Efter nazisternas maktövertagande tvingades hon lämna alla sina uppdrag men tvingades inte i exil. Efter andra världskriget gick hon med i FDP. 1953 blev hon medlem av den tyska förbundsdagen vilket han var fram till 1961. 1953-1957 var hon dess Alterspräsidentin.
Marie Elisabeth Lüders är begravd på Waldfriedhof Dahlem.

## Eftermäle
Till hennes ära bär en av parlamentsbyggnaderna i Berlin hennes namn, Marie-Elisabeth-Lüders-Haus. Lüders är även hedersmedborgare i Berlin och en gata och en skola i Berlin bär hennes namn.